# Zuzwil, Sankt Gallen
Zuzwil är en ort och kommun i distriktet Wil i kantonen Sankt Gallen, Schweiz. Kommunen har 5 026 invånare (2023).
I kommunen finns också byarna Züberwangen och Weieren.